# Грана каротидног синуса
Грана каротидног синуса или Херингов живац (лат. ramus sinus carotici) је бочна грана језично-ждрелног живца, која се од њега одваја око 1 cm испод базе лобање. Грана се даље простире наниже поред стабла унутрашње каротидне артерије и у пределу рачвања заједничке каротидне артерије улази у каротидни синус и каротидно клубе.
Она садржи висцеросензитивна влакна која полазе од пресорецептора (барорецептора) у зиду каротидног синуса, а која у случају повишеног крвног притиска шаљу сигнале (нервне импулсе) преко језично-ждрелног живца у центар у продуженој мождини. Ово има за резултат рефлексно обарање артеријског притиска, односно његово враћање на нормалне вредности.